# Mollenberg (Hergensweiler)
Mollenberg (mundartlich: Molləberg) ist ein Gemeindeteil der Gemeinde Hergensweiler im bayerisch-schwäbischen Landkreis Lindau (Bodensee).

## Geographie
Das Dorf liegt circa zwei Kilometer südwestlich des Hauptorts Hergensweiler. Nordwestlich der Ortschaft verläuft die Bundesstraße 12, südöstlich die Bahnstrecke Buchloe–Lindau. Nödrlich von Mollenberg verläuft die Grenze zu Wangen im Allgäu in Baden-Württemberg.

## Ortsname
Der Ortsname leitet sich vom mittelhochdeutschen Wort molle für Molch oder vom ostschwäbischen Wort Mollə für junger Stier ab.

## Geschichte
Mollenberg wurde erstmals urkundlich im Jahr 1337 mit Cunrat der Hartzer zu Mollenberg erwähnt. Bereits im 11. oder 12. Jahrhundert wurde die Burg Mollenberg erbaut. Der Burgstall der ehemaligen Gipfelburg wurde im Jahr 1784 zerstört, der Turm wurde noch bis 1835 bewohnt. Die Lerchenmühle am Hagerbach, ehemalige Burgmühle der Burg Mollenberg und seit 1560 im Besitz der Familie Abler, stellte im Jahr 1911 den Mahl- und 1960 den Sägebetrieb ein.

## Baudenkmäler
Siehe: Liste der Baudenkmäler in Mollenberg

## Persönlichkeiten
- Franz Joseph Salwirk (1762–1820), Graveur